# Eddie Howe
Edward John Frank Howe (født 29. november 1977) er en engelsk fodboldtræner, og tidligere fodboldspiller, som er træner for Premier League-klubben Newcastle United.

## Spillerkarriere
Howe spillede i sin karriere som forsvarsspiller, og begyndte sin karriere hos Bournemouth, hvor han gjorde sin førsteholdsdebut i december 1995. Han spillede mere end 200 kampe for klubben, før han i marts 2002 skiftede til Portsmouth. Hans tid hos Portsmouth blev dog ødelagt af skader, da han kun lykkedes at spille to ligakampe i to år med klubben. Efter en kort lejeaftale hos Swindon Town, hvor han ikke spillede en eneste kamp, så vendte han tilbage the Bournemouth. Han spillede med klubben frem til 2007, hvor at skaderne betød, at han måtte indstille spillerkarrieren.

## Trænerkarriere

### Bournemouth
Howe begyndte sin trænerkarriere i december 2006, da han blev hyret som spillende assistenttræner under cheftræner Chris Bond samtidig med han blev ungdomstræner. Efter at træner Jimmy Quinn blev fyret i december 2008, så blev Howe promoveret til midlertidig cheftræner, og efter en god start med klubben, så fik han jobbet fast i januar 2009.
Howe ledte klubben til overlevelse i 2008-09 sæsonen, på trods af de havde modtaget en pointstraf på -17. I sin første hele sæson med klubben ledte han dem til oprykning, da de sluttede på andenpladsen, og hermed rykkede op i League One.

### Burnley
Howe skiftede i januar 2011 til Burnley. Han var cheftræner for klubben i halvanden sæson, før han valgte at sige op i oktober 2012.

### Bournemouth retur
Howe vendte i oktober 2012 tilbage til Bournemouth. Han ledte i 2012-13 sæsonen klubben til at slutte på andenpladsen, og hermed rykke op i Championship, hvilke var klubbens første optræden i den næstebedste række i 20 år.
Efter at have sluttet på tiendepladsen i deres første sæson i Championship, så ledte Howe dem til at vinde ligaen i 2014-15 sæsonen, og de rykkede hermed op i den bedste engelske række for første gang i klubbens historie.
Bournemouth sluttede på 16. pladsen i deres første sæson i Premier League, og det lykkedes herefter for Howe at etablere klubben i rækken, da de sluttede i midterfeltet over de næste sæsoner. Denne gode stime løb dog ud i 2019-20 sæsonen, og efter fem år i Premier League, så rykkede Bournemouth ned efter at have sluttet på 18. pladsen. Ved sæsonens udgang, valgte Howe og Bournemouth at ophæve deres samarbejde.

### Newcastle United
Howe blev i november 2021 hyret af Newcastle United. Han ledte klubben til at slutte på 11. pladsen i sin første sæson efter en meget imponerende halvsæson, da Newcastle blev den første klub til at overleve nedrykning, på trods af ikke at have vundet i deres første 14 ligakampe.
Han ledte i sin første hele sæson med klubben dem til at slutte på fjerdepladsen, og de sikrede sig hermed kvalifikation til Champions League for første gang siden 2002-03 sæsonen. Han ledte dem i sæsonen også til EFL Cup-finalen, deres første pokalfinale i 23 år, men tabte her til Manchester United.